# Europaspiele 2019/Teilnehmer (Schweiz)
| Gelbes Symbol für Goldmedaillen mit stilisierten Olympischen Ringen | Graues Symbol für Silbermedaillen mit stilisierten Olympischen Ringen | Braundes Symbol für Bronzemedaillen mit stilisierten Olympischen Ringen |
| ------------------------------------------------------------------- | --------------------------------------------------------------------- | ----------------------------------------------------------------------- |
| 3                                                                   | 2                                                                     | 4                                                                       |

Die Schweiz nimmt mit 78 Athletinnen und Athleten an den Europaspielen 2019 von 21. bis 30. Juni 2019 in Minsk teil. Die Athletinnen und Athleten treten in 14 Sportarten an.

## Medaillen

### Medaillenspiegel
| Rang   | Sportart    | Gold | Silber | Bronze | Gesamt |
| ------ | ----------- | ---- | ------ | ------ | ------ |
| 1      | Radsport    | 2    | 0      | 2      | 4      |
| 2      | Schießen    | 1    | 2      | 0      | 3      |
| 3      | Karate      | 0    | 0      | 1      | 1      |
| 3      | Beachsoccer | 0    | 0      | 1      | 1      |
| Gesamt | Gesamt      | 3    | 2      | 4      | 9      |

### Medaillengewinner
| Name/n                       | Sportart | Wettkampf                                  |
| ---------------------------- | -------- | ------------------------------------------ |
| Gold                         |          |                                            |
| Jan Lochbihler Nina Christen | Schießen | 50 m Kleinkalibergewehr Dreistellungskampf |
| Marlen Reusser               | Radsport | Einzelzeitfahren                           |
| Silber                       |          |                                            |
| Nina Christen                | Schießen | 10 m Luftgewehr                            |
| Bronze                       |          |                                            |

## Teilnehmer nach Sportarten

### Badminton
| Athleten                       | Wettbewerb | Gruppenphase | Gruppenphase | Gruppenphase | Gruppenphase | Achtelfinale | Achtelfinale | Viertelfinale | Viertelfinale | Halbfinale | Halbfinale | Finale | Finale   | Rang |
| Athleten                       | Wettbewerb | Gegner       | Ergebnis     | Punkte       | Rang         | Gegner       | Ergebnis     | Gegner        | Ergebnis      | Gegner     | Ergebnis   | Gegner | Ergebnis | Rang |
| ------------------------------ | ---------- | ------------ | ------------ | ------------ | ------------ | ------------ | ------------ | ------------- | ------------- | ---------- | ---------- | ------ | -------- | ---- |
| Frauen                         |            |              |              |              |              |              |              |               |               |            |            |        |          |      |
| Sabrina Jaquet                 | Einzel     |              |              |              |              |              |              |               |               |            |            |        |          |      |
| Sabrina Jaquet                 | Einzel     |              |              |              |              |              |              |               |               |            |            |        |          |      |
| Sabrina Jaquet                 | Einzel     |              |              |              |              |              |              |               |               |            |            |        |          |      |
| Männer                         |            |              |              |              |              |              |              |               |               |            |            |        |          |      |
| Christian Kirchmayr            | Einzel     |              |              |              |              |              |              |               |               |            |            |        |          |      |
| Christian Kirchmayr            | Einzel     |              |              |              |              |              |              |               |               |            |            |        |          |      |
| Christian Kirchmayr            | Einzel     |              |              |              |              |              |              |               |               |            |            |        |          |      |
| Mixed                          |            |              |              |              |              |              |              |               |               |            |            |        |          |      |
| Céline Burkart Oliver Schaller | Doppel     |              |              |              |              |              |              |               |               |            |            |        |          |      |
| Céline Burkart Oliver Schaller | Doppel     |              |              |              |              |              |              |               |               |            |            |        |          |      |
| Céline Burkart Oliver Schaller | Doppel     |              |              |              |              |              |              |               |               |            |            |        |          |      |

### Bogenschießen

#### Recurve
| Athleten       | Wettbewerb | Platzierungsrunde | Platzierungsrunde | 1. Runde (64er)   | 1. Runde (64er) | 2. Runde (32er) | 2. Runde (32er) | Achtelfinale  | Achtelfinale  | Viertelfinale | Viertelfinale | Halbfinale    | Halbfinale    | Finale        | Finale        | Rang |
| Athleten       | Wettbewerb | Ringe             | Rang              | Gegner            | Ergebnis        | Gegner          | Ergebnis        | Gegner        | Ergebnis      | Gegner        | Ergebnis      | Gegner        | Ergebnis      | Gegner        | Ergebnis      | Rang |
| -------------- | ---------- | ----------------- | ----------------- | ----------------- | --------------- | --------------- | --------------- | ------------- | ------------- | ------------- | ------------- | ------------- | ------------- | ------------- | ------------- | ---- |
| Frauen         |            |                   |                   |                   |                 |                 |                 |               |               |               |               |               |               |               |               |      |
| Iliana Deineko | Einzel     | 544               | 47                | Veronika Marčenko | 0 : 9           | ausgeschieden   | ausgeschieden   | ausgeschieden | ausgeschieden | ausgeschieden | ausgeschieden | ausgeschieden | ausgeschieden | ausgeschieden | ausgeschieden | 33   |

### Turnsport

#### Geräteturnen
| Athleten       | Wettbewerb      | Boden  | Boden | Reck   | Reck | Barren | Barren | Pauschenpferd | Pauschenpferd | Ringe  | Ringe | Sprung | Sprung | Gesamt | Gesamt |
| Athleten       | Wettbewerb      | Punkte | Rang  | Punkte | Rang | Punkte | Rang   | Punkte        | Rang          | Punkte | Rang  | Punkte | Rang   | Punkte | Rang   |
| -------------- | --------------- | ------ | ----- | ------ | ---- | ------ | ------ | ------------- | ------------- | ------ | ----- | ------ | ------ | ------ | ------ |
| Männer         |                 |        |       |        |      |        |        |               |               |        |       |        |        |        |        |
| Marco Pfyl     | Qualifikation   | 14,033 | 12    | 13,433 | 12   | 13,866 | 15     | 13,866        | 28            | 12,966 | 22    | 13,566 | -      | 80,464 | 12     |
| Marco Pfyl     | Mehrkampffinals |        |       |        |      |        |        |               |               |        |       |        |        |        |        |
| Moreno Kratter | Qualifikation   | 13,500 | 22    | 13,300 | 15   | 13,433 | 22     | 12,533        | 29            | 12,600 | 26    | 13,466 | -      | 78,832 | 18     |
| Moreno Kratter | Mehrkampffinals |        |       |        |      |        |        |               |               |        |       |        |        |        |        |

#### Trampolin
| Athleten    | Wettbewerb | Qualifikation | Qualifikation | Finale | Finale | Rang |
| Athleten    | Wettbewerb | Punkte        | Rang          | Punkte | Rang   | Rang |
| ----------- | ---------- | ------------- | ------------- | ------ | ------ | ---- |
| Frauen      |            |               |               |        |        |      |
| Fanny Chilo | Einzel     | 51,965        | 21            | −      | −      | 21   |